# Johann Anton von Harbuval-Chamaré-Stolz

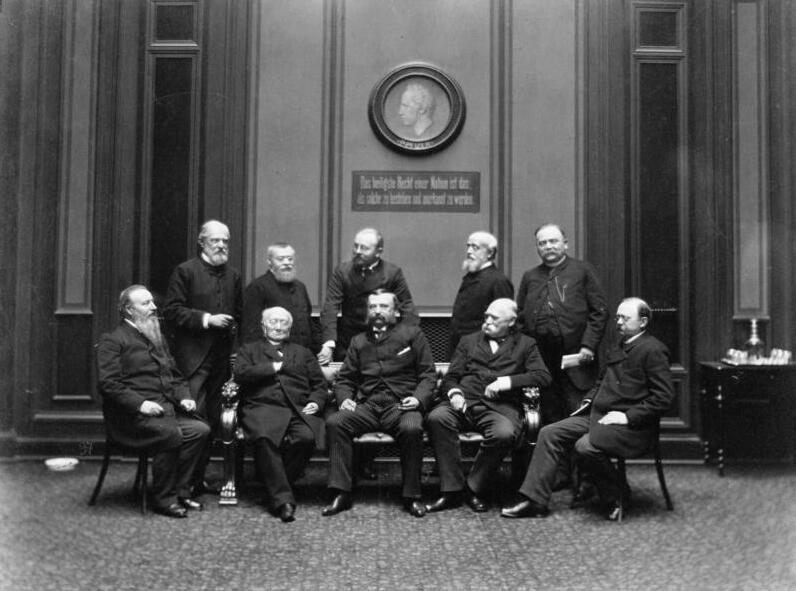
Mitglieder des Reichstages (1. Reihe-sitzend v. l. n. r.: Paul Letocha, Ludwig Windthorst, Johann Anton von Harbuval-Chamaré-Stolz, Anton von Dejanicz-Gliszczynski, Albert Horn 2. Reihe-stehend-v.l.nr.: Friedrich von Praschma, Philipp Schmieder, Felix Porsch, Clemens Heereman von Zuydwyck, Julius Szmula)

Johann Anton Graf von Harbuval-Chamaré-Stolz (1834–1895). Photographie von Leopold Haase & Comp., Berlin um 1874

Graf Johann Nepomuk Anton Gotthard von Harbuval-Chamaré-Stolz (* 29. Oktober 1834 in Neuschloß; † 7. August 1895 in Ferleiten) war ein böhmisch-deutscher Rittergutsbesitzer und Parlamentarier der Zentrumspartei.

## Herkunft
Er stammte aus der ursprünglich aus Frankreich stammenden böhmischen Grafenfamilie Harbuval-Chamaré. Sein Vater war Johann Nepomuk Ludwig Anton Graf von Harbuval-Chamaré-Stolz (1798–1873), seine Mutter Maria Hedwig Gräfin von Schaffgotsch (1805–1875).

## Leben
Er war Offizier im österreichischen Militär im Range eines Rittmeisters. Als solcher nahm er 1859 am Krieg in Italien teil. Später unternahm er Reisen nach Belgien, Frankreich und Italien.
Harbuval-Chamaré-Stolz war österreichischer Kammerherr und Landesältester. Ab 1859 war er Herrschaftsbesitzer in Neuschloss (Böhmen) sowie Fideikommissherr im preußischen Neuhaus im Landkreis Münsterberg in Schlesien. Am Deutsch-Französischen Krieg von 1870/71 war er als Malteserritter beteiligt.
Später war er in der deutschen Zentrumspartei politisch aktiv. Zwischen 1874 und 1893 war er Mitglied des Deutschen Reichstages und vertrat dort den Wahlkreis Regierungsbezirk Breslau 6 (Frankenstein – Münsterberg).
Seit 1870 war er Ehrenmitglied der katholischen Studentenverbindung KDStV Winfridia Breslau im CV.

## Familie
Im Jahr 1864 heiratete er auf Schloss Stolz, Landkreis Frankenstein, Therese Gräfin von Schlabrendorf (* 25. Januar 1847; † 9. September 1898), die Tochter von Constantin Graf von Schlabrendorf (1812–1858) und der Bianca, geb. Gräfin von Pückler, Freiin von Groditz (1826–1870), mit der er acht Kinder hatte:
- Johann Felix (* 18. Oktober 1868; † 25. November 1936)
- Johann Maria Pius (* 15. Februar 1870; † 12. November 1903) ⚭ Wanda Blaustein
- Maria-Theresia Anna (* 23. Dezember 1872; † 7. Oktober 1917) ⚭ Anton Graf von Ceschi-Santa-Croce (* 20. März 1865; † 28. Januar 1958)
- Johann Leonhard Friedrich (* 7. Juni 1876; † 7. Januar 1925)

⚭ Maximiliana Prinzessin von Hardegg-Glatz (* 31. Juli 1885; † 7. März 1947)
⚭ Hedwig Bertling (* 6. März 1885; † 18. Februar 1959)
- Johann Stanislaus (* 12. März 1881)
- Johann Archibard Karl Eloy Fabian Gustav (* 3. Juli 1882)
- Maria Monika Bertha Johanna Elisabeth (* 19. November 1886; † 27. Oktober 1957) ⚭ Johann Graf von Thun-Hohenstein (* 22. August 1881; † 15. Juni 1963)
- Johann Kosmos Friedrich Valentin Heinrich (* 6. Juni 1889; † 21. April 1954) ⚭ Marie Luise von Branconi (* 26. April 1901)[3]